# أرشيبالد سيم
أرشيبالد سيم (8 يناير 1942 في جنوب أفريقيا - ) (بالإنجليزية: Archibald Sim)‏ هو لاعب كريكت جنوب أفريقي. لعب مع نادي مقاطعة نورثامبتونشير للكريكت ‏ ونادي الشماليين للكريكت ‏.

## وصلات خارجية
- أرشيبالد سيم على موقع إي آس بي آن كريك إنفو (الإنجليزية)